# دوبامين (دواء)
الدوبامين هو دواء يُباع تحت الاسم التجاري إنتروبين (Intropin)، ويعتبر الدواء الأكثر استخدامًا في علاج حالات ضغط الدم المنخفض الحاد، حيث يحدث بطء معدل ضربات القلب الذي يسبب الأعراض، وفي حالات السكتة القلبية عند عدم توفر الأدرينالين،  كما يُعد العلاج الأفضل لدى الأطفال حديثي الولادة الذين يعانون من ضغط الدم المنخفض الحاد، يفضل استخدام الأدرينالين والنورأدرينالين في حالات انخفاض ضغط الدم الحاد عند الأطفال، أما بالنسبة للبالغين فيفضل استخدام النورأدرينالين، ويتم إعطائهم للمريض إما عن طريق الوريد أو بالحقن عبر نخاع العظم بطريقة الحقن المستمر، وتبدأ التأثيرات بالظهور خلال خمس دقائق ثم تتم زيادة الجرعات للحصول على النتيجة.
من ضمن الآثار الجانبية الشائعة: حدوث الفشل الكلوي، عدم انتظام نبضات القلب، ألم في الصدر، التقيؤ، الصداع، أو القلق. إذا وصل إلى الأنسجة اللينة المحيطة بالوريد قد يؤدي إلى موت الأنسجة المحيطة، ويمكن أن يُعطى المريض دواء الفينتولامين لمحاولة التقليل من هذا الخطر، وليس من الواضح إذا كان الدوبامين آمنا للاستخدام أثناء الحمل أو الرضاعة الطبيعية. عند الجرعات القليلة يقوم الدوبامين بتحفيز مستقبلات الدوبامين ومستقبلات بيتا1 الأدرينالينية (β1-adrenergic receptors)، بينما عند الجرعات الكبيرة يقوم بالعمل على مستقبلات ألفا الأدرينالينية (α-adrenergic receptors).
اصطُنِع الدوبامين لأوّل مرّة عامَ 1910 بواسطة الكيميائي جورج بارغر وزميله جيمس إونز في مختبرات ويلكم في إنجلترا. وهو مصنف ضمن قائمة منظمة الصحة العالمية للأدوية الأساسية، ومن ضمن الأدوية الأكثر فعالية والآمنة اللازمة في نظام الرعاية الصحية. وتبلغ تكلفة الجملة في دول العالم النامية للصندوق الواحد من 400 ملي غرام ما بين 0.28-0.60 دولارا اعتبارًا من عام 2014 ، وفي جسم الإنسان فسيولوجياً يعتبر الدوبامين نقلاً عصبيَّا وهرمونًا.

## الاستخدامات الطبية

### انخفاض ضغط الدم
وأيضا لدى الأطفال حديثي الولادة يبقى الدوبامين العلاج الأفضل لضغط الدم المنخفض الحاد. يفضل استخدام الأدرينالين والنورأدرينالين في حالات ضغط الدم المنخفض جداً عند الأطفال، بينما من الأفضل استخدام النورأدرينالين  لدى البالغين، وللمرضى الذين يعانون من انخفاض حجم الدم ينصح بتصحيح هذه الحالة بالسوائل الوريدية قبل إعطاء الدوبامين.

### وظائف الكلى
يتم استخدام الدوبامين بجرعات قليلة بشكل روتيني للعلاج والوقاية من إصابة الكلى الحادة، ومع ذلك أوضحت بعض المنشورات في عام 1999 أن مثل هذه الجرعات القليلة ليست فعالة وقد تكون ضارة أحياناً.

### الإعطاء
ولأن العمر النصفي للدوبامين في البلازما يعتبر قصيرا تقريبًا - دقيقة واحدة - عند البالغين، ودقيقتين عند الأطفال حديثي الولادة، وخمس دقائق عند الأطفال الخُدَّج- فهو عادة يعطى للمريض بالتنقيط الوريدي المستمر بدلاً من الحقن مرة واحدة.

### أخرى
وهناك مركبات مفلورة من مادة الليفودوبا (L-DOPA) تعرف باسم فلورودوبا (fluorodopa)، متاحة للاستخدام في تصوير مقطعي بالإصدار البوزيتروني لتقييم وظائف المسار السوداوي المخطط.

## موانع الاستخدام
بشكل عام لا يجب أن يعطى الدوبامين للمرضى الذين يعانون من ورم القواتم  أو الارتفاع الشديد لمعدل ضربات القلب غير المضبوط.

## الأعراض الجانبية
أثبتت الأبحاث أن الجرعة القاتلة للدوبامين وهي الجرعة التي من المتوقع أن تكون قاتلة في 50% من السكان، تبلغ 59 ملغ/كغ (في الفئران؛ عندما أعطيت بواسطة الحقن الوريدي)؛ 950ملغ/كغ (في الفئران؛ عندما أعطيت داخل الصفّاق)؛ 163ملغ/كم (في الجرذ؛ عندما أعطت داخل الصفاق)؛ 79ملغ/كم (في الكلاب، عندما أعطت بواسطة الحقن الوريدي).

### الانصباب الدموي
وهو تسرب الأدوية خارج الأوعية الدموية. وقد يؤدي تسرب الدوبامين خارج الاوعية الدموية إلى موت الأنسجة المحيطة. ولمحاولة التقليل من هذا الخطر يمكن إعطاء المريض دواء الفينتولامين، ومن غير الواضح ما إذا كان الدوبامين آمن للاستخدام أثناء الحمل أو الرضاعة الطبيعية.

## آلية العمل
تعتمد تأثيراته على الجرعة المأخوذة، بحيث تشمل تأثيراته زيادة إخراج الصوديوم عن طريق الكلية، زيادة في كمية البول، زيادة في معدل ضربات القلب، والزيادة في ضغط الدم، وعند الجرعات القليلة يعمل عبر الجهاز العصبي المركزي الودي  لزيادة قوة انقباض عضلة القلب ومعدل ضربات القلب، وبالتالي زيادة الناتج القلبي وضغط الدم. وتسبب الجرعات العالية تضيقًا في الأوعية الدموية وبالتالي زيادة ضغط الدم، بينما تنتج بعض آثار تحفيز مستقبلات الدوبامين، الآثار القلبية والوعائية البارزة نتيجة تحفيز الدوبامين للمستقبلات الأدرينالينية ألفا 1، بيتا1، وبيتا2.